# Else Hessenauer
Else Hessenauer (* 17. April 1923 in Unterjoch als Else Ammann; † 23. Januar 2018 in Künzelsau) war eine deutsche Skilangläuferin.

## Werdegang
Else Hessenauer wurde zwischen 1952 und 1955 dreimal Deutsche Meisterin über 10 Kilometer und gewann zudem zwei Gold- und eine Silbermedaille mit der Staffel. Bei den Olympischen Winterspielen 1956 belegte sie im 18 Kilometer-Rennen den 20. Platz und wurde mit der deutschen Staffel Siebte über 3 × 5 Kilometer.